# Беријев А-40
Беријев А-40/42  (рус. Бериев А-40/42) је авион амфибија који је пројектовала и израдила компанија ТАНТК Бериев (ОКБ Бериев). Пројектован је као торпедни, противподморнички авион, за трагање и спасавање, поморске патроле и превоз терета. Био је то двомоторни хидроавион на млазни погон.

## Пројектовање и развој
Авион Беријев А-40/42 је био двомоторни висококрилни моноплан са млазним моторима изнад трупа, летећи чамац потпуно металне конструкције. Настао је првенствено као противподморнички одбрамбени авион, али су решења уграђена у њега у фази пројектовања омогућила добијање вишенаменског хидроавиона способног за операције трагања и спасавања на мору, превоз путника и терета, гашење катастрофалних и шумских пожара.
Полетање првог прототипа са чврсте површине догодило се 1986. године, полетање са водене површине годину дана касније. Године 1991, авион је учествовао на изложби на Париском авио салону. Авион је био замишљен као замена за Беријев Бе-12 и такође Иљушин Ил-38, али је због распада СССР-а пројекат заустављен и направљено је само три прототипа.

## Технички опис
Технички опис направљен на основу извора
Труп је потпуно металне конструкције то је уствари чамац са кобиличастим дном каскадног типа што олакшава авиону полетање због смањеног отпора. У трупу се налази кокпит за пилота и кабина за чланове посаде. Кабине посаде се греје топлотом издувних гасова мотора. Ова топлота се такође користи за одлеђивање виталних летних делова авиона. Највећи део трупа авиона заузима товарни део трупа са доњим вратима у кога се смешта наоружање, противподморничка торпеда и дубинске мине. Авион је опремљен и уређајем за допуну горива у току лета.
Авион покрећу два турбовентилаторска мотора за крстарење Соловиев Д-30КПВ који производе потисак при полетању од 117,68 kN сваки и два турбомлазна мотора Рибинск  РД-36-35АФВ појачивача (бустер мотори) са потиском од 23,0 kN. Мотори се покрећу помоћу помоћног агрегата. Турбовентилатори за крстарење су опремљени реверсером потиска, чиме се смањује радијус окретање и зауставни пут при слетању. Главни мотори су уграђени у гондоле које се налазе изнад задње ивице крила, па су њихови усисници ваздуха заштићени од продора воде чак и при високим таласима.
Крило се састоји од средишњег дела и два конзолна дела крила, два врха крила. По облику крило је стреласто, трапезастог облика са две рамењаче, попуно металне израде и основне (носеће) конструкције и облоге. Испод средишњег дела крила, одмах уз труп се налазе гондоле за смештај главних ногу и точкова стајног трапа. Крила су опремљена са увлачећим двопрорезним закрилацима који се налазе дуж целог распона крила, спојлерима и скретним летвицама које се налазе на предњој ивици и елеронима. На крајњим деловима крила постављени су неувлачиви пловци који служе за повећање стабилности летелице на води.
Репне површине састоје се од хоризонталног и вертикалног стабилизатора. Реп авиона је у облику слова Т. Хоризонтална репна површина је подесива у лету и састоји се од стабилизатора и кормила дубине. Вертикални реп се састоји од вертикалног стабилизатора и кормила правца. Кормило је дводелно, на доњем делу је уграђен тример-серво компензатор.
Стајни трап је типа трицикл са потпуним увлачењем у току лету и приликом полетања и слетања на воду. Предњи нога стајног трапа се увлачи у труп, а главне ноге у гондоле испод крила. Све ноге стајног трапа су опремљене системом за увлачћење и уљно пнеуматским амотизерима. На главним ногама стајног трапа су постављена четири точка са кочницама. Предња нога је ротирајућа (управљивља). Стајни трап обезбеђује самостално слетање летелице на воду и излазак из воде на обалу.

## Наоружање
Опрема се састоји од система трагања/нишањења, комплекса контроле лета и навигације, комуникационих објеката и друге опреме. Систем трагања/нишања састоји се од радарског, сонарног и магнетометријског подсистема. Систем наоружања авиона А-40 се састоји од противподморничких торпеда и дубинских бомби, против бродских пројектила, конвенционалних и нуклеарних бомби и мина.
| Наоружање авиона: Беријев А-40/42 |                                                      |
| Ватрено (стрељачко) наоружање     |                                                      |
| Топ                               |                                                      |
| Број и ознака топа                | 4 х НС-23                                            |
| Број граната                      | 200 сваки                                            |
| Калибар                           | 23                                                   |
| Митраљез                          |                                                      |
| Бомбардерско наоружање (бомбе)    |                                                      |
| Класичне авио бомбе               | 12 x FAB-250 / 1 x FAB-3000 / 3 x торпеда            |
| Укупна маса                       | 3.300                                                |
| Ракетно наоружање (ракете)        |                                                      |
| Број и ознака ракета              | 6 х противподморничких или 6 х противбродских ракета |

## Верзије
- А-40 - основна верзија.
- А-40М - модернизована верзија.
- А-40П (Бе-40П) - путнички модел за 105 путника.
- А-40ПТ (Бе-40ПТ) - комбиновани теретни и путнички модел.
- А-42 (Бе-42) - верзија за извиђање и спасавање.

## Оперативно коришћење
Авион амфибија А-40 је намењен за противподморничко ратовање у блиској обалској зони у било које доба дана и године, у ВФР и ИФР временским условима. У периоду од 1986. године произведено је укупно 3 авиона овог типа. На авионима овог типа су углавном вршени експерименти и истраживања као и усавршавања која су примењена на каснијим моделима хидроавиона амфибија који су пројектовани и произведени у ТАНТК Бериев (ОКБ Бериев). Није згорег напоменути, да је са прототипом ове летелице (без наоружања) постављено 148 светских рекорда током летних тестова. 
Верзија извиђачко-спасилачког авиона Берлијев А-42 први пут је испоручена 2002. године.

## Земље које су користиле авион
- Русија
- СССР